# Beate Mahr
Beate Mahr (* 1. Januar 1950 in Halberstadt) ist eine deutsche Politikerin (SPD).

## Leben
Mahr absolvierte eine Ausbildung zur Industriekauffrau. Sie war von 1994 bis 2006 Abgeordnete im Landtag Mecklenburg-Vorpommern, ab 1998 direkt gewählt im Landtagswahlkreis Bad Doberan I. Sie wurde 1994 Mitglied des Petitionsausschusses und 2002 Vorsitzende des Tourismusausschusses.
Sie war auch in ihrer Heimatstadt Neubukow tätig.
Mahr ist verheiratet und hat zwei erwachsene Kinder.